# Dionísio (Minas Gerais)
Dionísio é um município brasileiro no interior do estado de Minas Gerais, Região Sudeste do país. Localiza-se no Vale do Rio Doce e pertence ao colar metropolitano do Vale do Aço, estando situado a cerca de 160 km a leste da capital do estado. Ocupa uma área de 339,375 km², sendo que 1,7 km² estão em perímetro urbano, e sua população em 2022 era de 6 847 habitantes.
A sede tem uma temperatura média anual de 21,3 °C e na vegetação do município predomina a Mata Atlântica. Com 82% da população vivendo na zona urbana, a cidade contava, em 2009, com quatro estabelecimentos de saúde. O seu Índice de Desenvolvimento Humano (IDH) é de 0,702, considerando como alto em relação ao estado.
O povoamento do lugar teve início no decorrer do século XIX, com a descoberta das terras férteis na região, que propiciaram o desenvolvimento da agricultura, tendo a cidade emancipada em 1948 e instalada em 1º de janeiro de 1949. Parte de sua área é englobada pelo Parque Estadual do Rio Doce (PERD), que é a maior floresta tropical do estado e um dos principais remanescentes de Mata Atlântica nativa existentes no Brasil.

## História
A área do atual município de Dionísio era ocupada, até meados do século XIX, exclusivamente por indígenas botocudos. Neste período chega à região Dionysio, oriundo de Ouro Preto. Era um soldado que procurava esconder-se em fuga da polícia, após ter matado o pai de sua mulher, a fim de viver a sós com ela; a moça havia pago pela liberdade do pai, que foi preso por Dionysio, em cumprimento a um crime, porém a esposa veio a falecer pouco tempo depois, sem saber da morte de seu pai. O soldado estabeleceu-se como o primeiro habitante do lugar, adotando a agricultura para sua própria subsistência, porém ao longo do tempo precisou comprar mantimentos em povoados próximos, passando a relacionar-se com os moradores. Alguns destes conheceram as terras de Dionísio e, dada a fertilidade, também passaram investir no cultivo na área, principalmente do café e da cana-de-açúcar, dando início ao povoamento. O primeiro nome dado à localidade em formação foi Areias, mais tarde alterado para Dionísio, em homenagem ao soldado.
A região encontrava-se em desenvolvimento em função da agricultura. Dado o desenvolvimento, o povoado foi elevado à categoria de distrito, pela lei provincial nº 2.876, de 20 de setembro de 1882, pertencente ao município de Itabira, passando mais tarde a pertencer a São Domingos do Prata, recebendo a denominação de São Sebastião do Dionísio em 1º de setembro de 1920. Pela lei estadual nº 843, de 7 de setembro de 1923, volta a chamar-se simplesmente Dionísio, vindo a emancipar-se pela lei estadual nº 336, de 27 de dezembro de 1948. A instalação veio a ocorrer cinco dias depois, em 1º de janeiro de 1949. Pela lei estadual nº 2.764, de 30 de dezembro de 1962, cria-se o distrito de Conceição de Minas e pela lei municipal nº 301, de 4 de abril de 2002, cria-se o distrito de Baixa Verde.

## Geografia
A área do município, segundo o Instituto Brasileiro de Geografia e Estatística (IBGE), é de 339,375 km², sendo que 1,7087 km² constituem a zona urbana. Situa-se a 19°50'34" de latitude sul e 42°46'36" de longitude oeste e está a uma distância de 165 quilômetros a leste da capital mineira, fazendo parte do colar metropolitano do Vale do Aço juntamente com outras 23 cidades (além dos quatro municípios principais). Seus municípios limítrofes são Marliéria, a norte; São Domingos do Prata, a oeste; São José do Goiabal, a sul; Córrego Novo, a leste; e Pingo-d'Água, a nordeste.
De acordo com a divisão regional vigente desde 2017, instituída pelo IBGE, o município pertence às Regiões Geográficas Intermediária e Imediata de Ipatinga. Até então, com a vigência das divisões em microrregiões e mesorregiões, fazia parte da microrregião de Itabira, que por sua vez estava incluída na mesorregião Metropolitana de Belo Horizonte.

### Relevo e hidrografia
O relevo do município de Dionísio é predominantemente montanhoso. Em aproximadamente 45 % do território dionisiano há o predomínio de mares de morros e terrenos montanhosos, enquanto cerca de 35 % é coberto por áreas onduladas e os 20 % restantes são lugares planos. A altitude máxima encontra-se no Alto da Trindade, que chega aos 910 metros, enquanto que a altitude mínima está em um trecho de divisa com o município de São José do Goiabal, com 262 metros. Já o ponto central da cidade está a 350 m.
O território é banhado por vários mananciais, sendo os principais os rios Doce e Mumbaça, que fazem parte da bacia do rio Doce. A região do município é bastante rica em recursos hídricos, estando parte do território dionisiano incluída nos limites do Parque Estadual do Rio Doce (PERD), onde concentram-se cerca de 50 corpos lacustres (aproximadamente 31% do total presente na bacia do Rio Doce), que ocupam ocupam 6% da área total.

### Clima
| Maiores acumulados diários de precipitação registrados em Dionísio (Ponte Alta) por meses (INMET) | Maiores acumulados diários de precipitação registrados em Dionísio (Ponte Alta) por meses (INMET) | Maiores acumulados diários de precipitação registrados em Dionísio (Ponte Alta) por meses (INMET) | Maiores acumulados diários de precipitação registrados em Dionísio (Ponte Alta) por meses (INMET) | Maiores acumulados diários de precipitação registrados em Dionísio (Ponte Alta) por meses (INMET) | Maiores acumulados diários de precipitação registrados em Dionísio (Ponte Alta) por meses (INMET) |
| Mês                                                                                               | Acumulado                                                                                         | Data                                                                                              | Mês                                                                                               | Acumulado                                                                                         | Data                                                                                              |
| ------------------------------------------------------------------------------------------------- | ------------------------------------------------------------------------------------------------- | ------------------------------------------------------------------------------------------------- | ------------------------------------------------------------------------------------------------- | ------------------------------------------------------------------------------------------------- | ------------------------------------------------------------------------------------------------- |
| Janeiro                                                                                           | 120,2 mm                                                                                          | 04/01/1997                                                                                        | Julho                                                                                             | 22,2 mm                                                                                           | 01/07/1990                                                                                        |
| Fevereiro                                                                                         | 97 mm                                                                                             | 20/02/1990                                                                                        | Agosto                                                                                            | 30 mm                                                                                             | 30/08/1990                                                                                        |
| Março                                                                                             | 80,9 mm                                                                                           | 07/03/1999                                                                                        | Setembro                                                                                          | 32 mm                                                                                             | 17/09/1992                                                                                        |
| Abril                                                                                             | 75 mm                                                                                             | 10/04/2004                                                                                        | Outubro                                                                                           | 107 mm                                                                                            | 24/10/1984                                                                                        |
| Maio                                                                                              | 70 mm                                                                                             | 21/05/1991                                                                                        | Novembro                                                                                          | 135 mm                                                                                            | 15/11/1991                                                                                        |
| Junho                                                                                             | 28,8 mm                                                                                           | 12/06/1993                                                                                        | Dezembro                                                                                          | 99,8 mm                                                                                           | 09/12/1994                                                                                        |
| Período: 01/05/1981 a 30/11/1985, 01/09/1987 a 30/09/1988 e 01/01/1990 a 30/09/2004               |                                                                                                   |                                                                                                   |                                                                                                   |                                                                                                   |                                                                                                   |

O clima dionisiano é caracterizado, segundo o IBGE, como tropical subquente semiúmido (tipo Aw segundo Köppen), com temperatura média compensada anual em torno dos 23 °C e pluviosidade média de 1 330 mm/ano, concentrados entre os meses de outubro e abril, sendo dezembro e janeiro os meses de maior precipitação. O mês mais quente, fevereiro, tem temperatura média de 25,7 °C, enquanto que no mês mais frio, julho, a média é de 19,5 °C. Apesar da queda da temperatura no inverno, eventos de frio em demasia são incomuns. Outono e primavera são estações de transição.
A umidade do ar é relativamente elevada, sendo a média anual superior a 80%. No entanto, baixos índices de umidade podem ser registrados durante a estação seca ou em longos veranicos. Nesses períodos, aumenta o risco de queimadas na vegetação seca, inclusive na área do Parque Estadual do Rio Doce.
Segundo dados do Instituto Nacional de Meteorologia (INMET) coletados na localidade de Ponte Alta, referentes ao período de 1981 a 1985, 1987 a 1988 e 1990 a 2004, a menor temperatura registrada em Dionísio foi de 5,8 °C nos dias 11 de junho de 1985 e 18 de julho de 2000, e a maior atingiu 39 °C em 28 de novembro de 1993. O maior acumulado de precipitação em 24 horas foi de 135 milímetros (mm) em 15 de novembro de 1991. Outros grandes acumulados iguais ou superiores a 100 mm foram 131,4 mm em 23 de novembro de 1996, 120,2 mm em 4 de janeiro de 1997 e 116 mm em 25 de janeiro de 1982. Janeiro de 1992, com 630 mm, foi o mês de maior precipitação. De acordo com o Instituto Nacional de Pesquisas Espaciais (INPE), o município é o 75º colocado no ranking de ocorrências de descargas elétricas no estado de Minas Gerais, com uma média anual de 8,5256 raios por quilômetro quadrado.
| Dados climatológicos para Dionísio (Ponte Alta) | Dados climatológicos para Dionísio (Ponte Alta) | Dados climatológicos para Dionísio (Ponte Alta) | Dados climatológicos para Dionísio (Ponte Alta) | Dados climatológicos para Dionísio (Ponte Alta) | Dados climatológicos para Dionísio (Ponte Alta) | Dados climatológicos para Dionísio (Ponte Alta) | Dados climatológicos para Dionísio (Ponte Alta) | Dados climatológicos para Dionísio (Ponte Alta) | Dados climatológicos para Dionísio (Ponte Alta) | Dados climatológicos para Dionísio (Ponte Alta) | Dados climatológicos para Dionísio (Ponte Alta) | Dados climatológicos para Dionísio (Ponte Alta) | Dados climatológicos para Dionísio (Ponte Alta) |
| Mês | Jan                                             | Fev                                             | Mar                                             | Abr                                             | Mai                                             | Jun                                             | Jul                                             | Ago                                             | Set                                             | Out                                             | Nov                                             | Dez                                             | Ano                                             |
| --- | ----------------------------------------------- | ----------------------------------------------- | ----------------------------------------------- | ----------------------------------------------- | ----------------------------------------------- | ----------------------------------------------- | ----------------------------------------------- | ----------------------------------------------- | ----------------------------------------------- | ----------------------------------------------- | ----------------------------------------------- | ----------------------------------------------- | ----------------------------------------------- |
| Temperatura máxima recorde (°C) | 37,6                                            | 38,8                                            | 36,8                                            | 35                                              | 33                                              | 31,4                                            | 32,4                                            | 34                                              | 37,4                                            | 38,8                                            | 39                                              | 38,2                                            | 39                                              |
| Temperatura máxima média (°C) | 31,1                                            | 32,1                                            | 31,6                                            | 30,2                                            | 28,3                                            | 27                                              | 27                                              | 27,5                                            | 28,7                                            | 30                                              | 30,6                                            | 30,7                                            | 29,6                                            |
| Temperatura média compensada (°C) | 25,3                                            | 25,7                                            | 25,2                                            | 23,9                                            | 21,6                                            | 19,7                                            | 19,5                                            | 19,7                                            | 21,8                                            | 23,5                                            | 24,4                                            | 24,9                                            | 22,9                                            |
| Temperatura mínima média (°C) | 21,2                                            | 21,1                                            | 20,8                                            | 19,6                                            | 16,9                                            | 14,5                                            | 14                                              | 13                                              | 16,6                                            | 18,7                                            | 19,9                                            | 20,8                                            | 18,1                                            |
| Temperatura mínima recorde (°C) | 16,4                                            | 15,4                                            | 17,2                                            | 13,2                                            | 6,4                                             | 5,8                                             | 5,8                                             | 7,2                                             | 9                                               | 11,4                                            | 13,8                                            | 15,6                                            | 5,8                                             |
| Precipitação (mm) | 282,4                                           | 146,1                                           | 126,7                                           | 68,9                                            | 32,1                                            | 8,9                                             | 14,2                                            | 17,5                                            | 35,5                                            | 96,2                                            | 231,5                                           | 274,3                                           | 1 333,6                                         |
| Dias com precipitação (≥ 1 mm) | 13                                              | 7                                               | 8                                               | 5                                               | 3                                               | 2                                               | 2                                               | 2                                               | 4                                               | 6                                               | 12                                              | 15                                              | 79                                              |
| Umidade relativa compensada (%) | 82,2                                            | 81,1                                            | 82                                              | 82,5                                            | 82,5                                            | 81,9                                            | 80,2                                            | 77,7                                            | 76,4                                            | 77                                              | 80                                              | 82,3                                            | 80,5                                            |
| Fonte: Instituto Nacional de Meteorologia (INMET) (normal climatológica de 1981–2010; recordes de temperatura: 01/05/1981 a 30/11/1985, 01/09/1987 a 30/09/1988 e 01/01/1990 a 30/09/2004) |                                                 |                                                 |                                                 |                                                 |                                                 |                                                 |                                                 |                                                 |                                                 |                                                 |                                                 |                                                 |                                                 |

### Ecologia e meio ambiente
Parte do município situa-se sobre proteção ambiental do Parque Estadual do Rio Doce (PERD), que foi criado pelo decreto-lei nº 1.119, de 14 de julho de 1944 e engloba ainda partes dos municípios de Marliéria, Timóteo e Córrego Novo. Com um total de 35 970 hectares, o PERD é considerado como a maior floresta tropical de Minas, sendo um dos principais remanescentes de Mata Atlântica nativa existentes no Brasil. Devido a existência de vários atrativos naturais, há uma grande concentração de estabelecimentos comerciais, hotéis, pousadas, restaurantes e áreas de camping nos municípios integrantes da reserva.
A área de conservação possui uma grande variedade de espécies animais e vegetais, tendo uma das maiores biodiversidades do país. Na fauna destacam-se o chauá, jacuguaçu, saíra, anumará, capivara, anta, macaco-prego, sauá, paca e a cotia, assim como espécies ameaçadas de extinção, a exemplo da onça pintada, macuco e muriqui-do-sul, além de peixes como bagre, cará, lambari, cumbaca, manjuba, piabinha, traíra e tucunaré. Na flora também é possível encontrar espécies raras nativas do domínio da Mata Atlântica, tais como o jequitibá, a garapa, o vinhático, a sapucaia, o jacarandá-da-bahia e a canela-sassafrás.

## Demografia
Em 2022, a população foi estimada em 6 847 habitantes pelo censo daquele ano, realizado pelo Instituto Brasileiro de Geografia e Estatística (IBGE). Em 2010, a população era de 8 739 habitantes. Segundo o censo de 2010, 4 301 habitantes eram homens e 4 438 habitantes mulheres. Ainda segundo o mesmo censo, 7 165 habitantes viviam na zona urbana e 1 574 na zona rural. No mesmo ano, 1 867 habitantes (21,36%) tinham menos de 15 anos de idade, 5 900 habitantes (67,51%) tinham de 15 a 64 anos e 972 pessoas (11,12%) possuíam mais de 65 anos, sendo que a esperança de vida ao nascer era de 74,2 anos e a taxa de fecundidade total por mulher era de 1,6.
Em 2010, segundo dados do censo do IBGE daquele ano, a população dionisiana era composta por 2 452 brancos (28,06%); 1 252 negros (14,33%); 43 amarelos (0,49%); 4 988 pardos (57,08%) e quatro indígenas (0,05%). Considerando-se a região de nascimento, 34 eram nascidos na Região Nordeste (0,38%) e 8 692 no Sudeste (99,46%). 8 624 habitantes eram naturais do estado de Minas Gerais (98,68%) e, desse total, 6 812 eram nascidos em Dionísio (77,95%). Entre os 115 naturais de outras unidades da federação, São Paulo era o estado com maior presença, com 51 pessoas (0,58%), seguido pelo Rio Grande do Norte, com 24 residentes (0,27%), e pelo Espírito Santo, com nove habitantes residentes no município (0,1%).
O Índice de Desenvolvimento Humano Municipal (IDH-M) de Dionísio é considerado alto pelo Programa das Nações Unidas para o Desenvolvimento (PNUD), sendo que seu valor é de 0,702 (o 1842º maior do Brasil). A cidade possui a maioria dos indicadores próximos à média nacional segundo o PNUD. Considerando-se apenas o índice de educação o valor é de 0,647, o valor do índice de longevidade é de 0,821 e o de renda é de 0,651. De 2000 a 2010, a proporção de pessoas com renda domiciliar per capita de até meio salário mínimo reduziu em 68,9% e em 2010, 86,2% da população vivia acima da linha de pobreza, 9,2% encontrava-se na linha da pobreza e 4,6% estava abaixo e o coeficiente de Gini, que mede a desigualdade social, era de 0,458, sendo que 1,00 é o pior número e 0,00 é o melhor. A participação dos 20% da população mais rica da cidade no rendimento total municipal era de 50,1%, ou seja, 11,4 vezes superior à dos 20% mais pobres, que era de 4,4%.
De acordo com dados do censo de 2010 realizado pelo IBGE, a população de Dionísio está composta por 5 986 católicos (68,49%), 1 875 evangélicos (21,45%), 729 pessoas sem religião (8,34%), seis espíritas (0,07%) e 1,65% divididos entre outras religiões. Segundo divisão elaborada pela Igreja Católica, o município sedia a Paróquia São Sebastião, subordinada à Diocese de Itabira-Fabriciano.

## Política e administração
A administração municipal se dá pelos Poderes Executivo e Legislativo. O Executivo é exercido pelo prefeito, auxiliado pelo seu gabinete de secretários. O candidato que venceu as eleições municipais de 2016 foi Farias Menezes de Oliveira, do Partido Social Liberal, eleito com 51,20% dos votos válidos e empossado em 1º de janeiro de 2017, ao lado de Emídio Bicalho como vice-prefeito. No entanto, sua chapa foi cassada e por isso um novo pleito foi realizado em 1º de setembro de 2019. Na eleição suplementar quem venceu foi Francisco Castro Souza Filho (Nando), do Movimento Democrático Brasileiro (MDB), ao lado de Marciny Martins Pereira como vice-prefeito., chapa que foi reeleita para o Mandato de 2021 a 2024.
O Poder Legislativo, por sua vez, é constituído pela câmara municipal, composta por nove vereadores. Cabe à casa elaborar e votar leis fundamentais à administração e ao Executivo, especialmente o orçamento participativo (Lei de Diretrizes Orçamentárias). Em complementação ao processo Legislativo e ao trabalho das secretarias, existem também conselhos municipais em atividade, entre os quais dos direitos da criança e do adolescente, criado em 2003, tutelar (2003) e Direitos do Idoso (2011). Dionísio se rege por sua lei orgânica e é termo da Comarca de São Domingos do Prata, do Poder Judiciário estadual, de primeira entrância. O município possuía, em março de 2017, 7 273 eleitores, de acordo com o Tribunal Superior Eleitoral (TSE), o que representa 0,046% do eleitorado mineiro.

## Economia
No Produto Interno Bruto (PIB) de Dionísio, destacam-se a agropecuária e a área de prestação de serviços. De acordo com dados do IBGE, relativos a 2011, o PIB do município era de R$ 54 132 mil. 1 516 mil reais eram de impostos sobre produtos líquidos de subsídios a preços correntes e o PIB per capita era de R$ 6 273,97. Em 2010, 61,8% da população maior de 18 anos era economicamente ativa, enquanto que a taxa de desocupação era de 12,6%.
Em 2011, salários juntamente com outras remunerações somavam 11 713 mil reais e o salário médio mensal de todo município era de 1,6 salários mínimos. Havia 264 unidades locais e 260 empresas atuantes. Segundo o IBGE, 75,94% das residências sobreviviam com menos de salário mínimo mensal por morador (2 011 domicílios), 19,18% sobreviviam com entre um e três salários mínimos para cada pessoa (508 domicílios), 1,93% recebiam entre três e cinco salários (51 domicílios), 0,83% tinham rendimento mensal acima de cinco salários mínimos (22 domicílios) e 2,11% não tinham rendimento (56 domicílios).
Setor primário
| Produção de cana-de-açúcar, milho e mandioca (2011) | Produção de cana-de-açúcar, milho e mandioca (2011) | Produção de cana-de-açúcar, milho e mandioca (2011) |
| --------------------------------------------------- | --------------------------------------------------- | --------------------------------------------------- |
| Produto                                             | Área colhida (hectares)                             | Produção (tonelada)                                 |
| Cana-de-açúcar                                      | 30                                                  | 1 800                                               |
| Milho                                               | 450                                                 | 1 460                                               |
| Mandioca                                            | 6                                                   | 72                                                  |

A pecuária e a agricultura representam o segundo setor mais relevante na economia de Dionísio. Em 2011, de todo o PIB da cidade, 11 835 mil reais era o valor adicionado bruto da agropecuária, enquanto que em 2010, 33,13% da população economicamente ativa do município estava ocupada no setor. Segundo o IBGE, em 2011 o município possuía um rebanho de 12 asininos, 13 435 bovinos, 70 bubalinos, 60 caprinos, 415 equinos, 158 muares, 45 ovinos, 930 suínos e 6 800 aves, entre estas 1 300 galinhas e 5 500 galos, frangos e pintinhos. Em 2011 a cidade produziu 2 840 mil litros de leite de 2 380 vacas, 15 mil dúzias de ovos de galinha e 7 820 quilos de mel de abelha.
Na lavoura temporária são produzidos principalmente a cana-de-açúcar (1 800 toneladas produzidas e 30 hectares cultivados), o milho (1 460 toneladas e 450 hectares) e a mandioca (72 toneladas e 6 hectares), além do alho, arroz e feijão. Já na lavoura permanente destacam-se a banana, o café, a laranja e a tangerina.
Setores secundário e terciário
A indústria, em 2011, era o setor menos relevante para a economia do município. 5 316 reais do PIB municipal eram do valor adicionado bruto do setor secundário. A produção industrial ainda é incipiente na cidade, mesmo que comece a dar sinais de aprimoramento, sendo resumida principalmente à extração de madeira para construção e móveis e para suprir à demanda das siderúrgicas da Região Metropolitana do Vale do Aço. Segundo estatísticas do ano de 2010, 0,68% dos trabalhadores de Dionísio estavam ocupados no setor industrial extrativo e 11,08% na indústria de transformação.
Ainda em 2010, 8,43% da população ocupada estava empregada no setor de construção, 0,92% nos setores de utilidade pública, 10,6% no comércio e 29,82% no setor de serviços e em 2011, 35 465 reais do PIB municipal eram do valor adicionado bruto do setor terciário. Também há no município, em especial nas proximidades do Parque Estadual do Rio Doce, uma considerável concentração de estabelecimentos comerciais, hotéis, pousadas, restaurantes e áreas de camping.

## Infraestrutura

### Saúde e educação
Em 2009, o município possuía quatro estabelecimentos de saúde entre hospitais, pronto-socorros, postos de saúde e serviços odontológicos, sendo ambos públicos, pertencentes à rede municipal e integrantes do Sistema Único de Saúde (SUS). Em 2012, 98,2% das crianças menores de 1 ano de idade estavam com a carteira de vacinação em dia. Em 2011, foram registrados 62 nascidos, sendo que o índice de mortalidade infantil neste ano foi nulo. Em 2010, 6,15% das mulheres de 10 a 17 anos tiveram filhos (todas acima dos 15 anos) e a taxa de atividade entre meninas de 10 a 14 anos era de 2,89%. 1 412 crianças foram pesadas pelo Programa Saúde da Família, sendo que 0,9% do total estavam desnutridos.
Na área da educação, o Índice de Desenvolvimento da Educação Básica (IDEB) médio entre as escolas públicas de Dionísio era, no ano de 2011, de 5,1 (numa escala de avaliação que vai de nota 1 a 10), sendo que a nota obtida por alunos do 5º ano (antiga 4ª série) foi de 5,4 e do 9º ano (antiga 8ª série) foi de 4,8; o valor das escolas públicas de todo o Brasil era de 4,0.  Em 2010, 0,39% das crianças com faixa etária entre sete e quatorze anos não estavam cursando o ensino fundamental. A taxa de conclusão, entre jovens de 15 a 17 anos, era de 76,5% e o percentual de alfabetização de jovens e adolescentes entre 15 e 24 anos era de 98,1%. A distorção idade-série entre alunos do ensino fundamental, ou seja, com com idade superior à recomendada, era de 2,1% para os anos iniciais e 20,8% nos anos finais e, no ensino médio, a defasagem chegava a 21,1%.
Em 2010, de acordo com dados da amostra do censo demográfico, da população total, 2 333 habitantes frequentavam creches e/ou escolas. Desse total, 40 frequentavam creches, 224 estavam no ensino pré-escolar, 117 na classe de alfabetização, 22 na alfabetização de jovens e adultos, 1 090 no ensino fundamental, 466 no ensino médio, 103 na educação de jovens e adultos do ensino fundamental, 59 na educação de jovens e adultos do ensino médio, 17 na especialização de nível superior, 187 em cursos superiores de graduação e sete cursavam mestrado. 1 536 pessoas não frequentavam unidades escolares, sendo que 866 nunca haviam frequentado e 5 540 haviam frequentado alguma vez. O município contava, em 2012, com aproximadamente 1 465 matrículas nas instituições de ensino da cidade.
| Ensino pré-escolar | 186 | 9  | 1 |
| Ensino fundamental | 961 | 15 | 5 |
| Ensino médio       | 318 | 24 | 2 |

### Habitação e serviços básicos

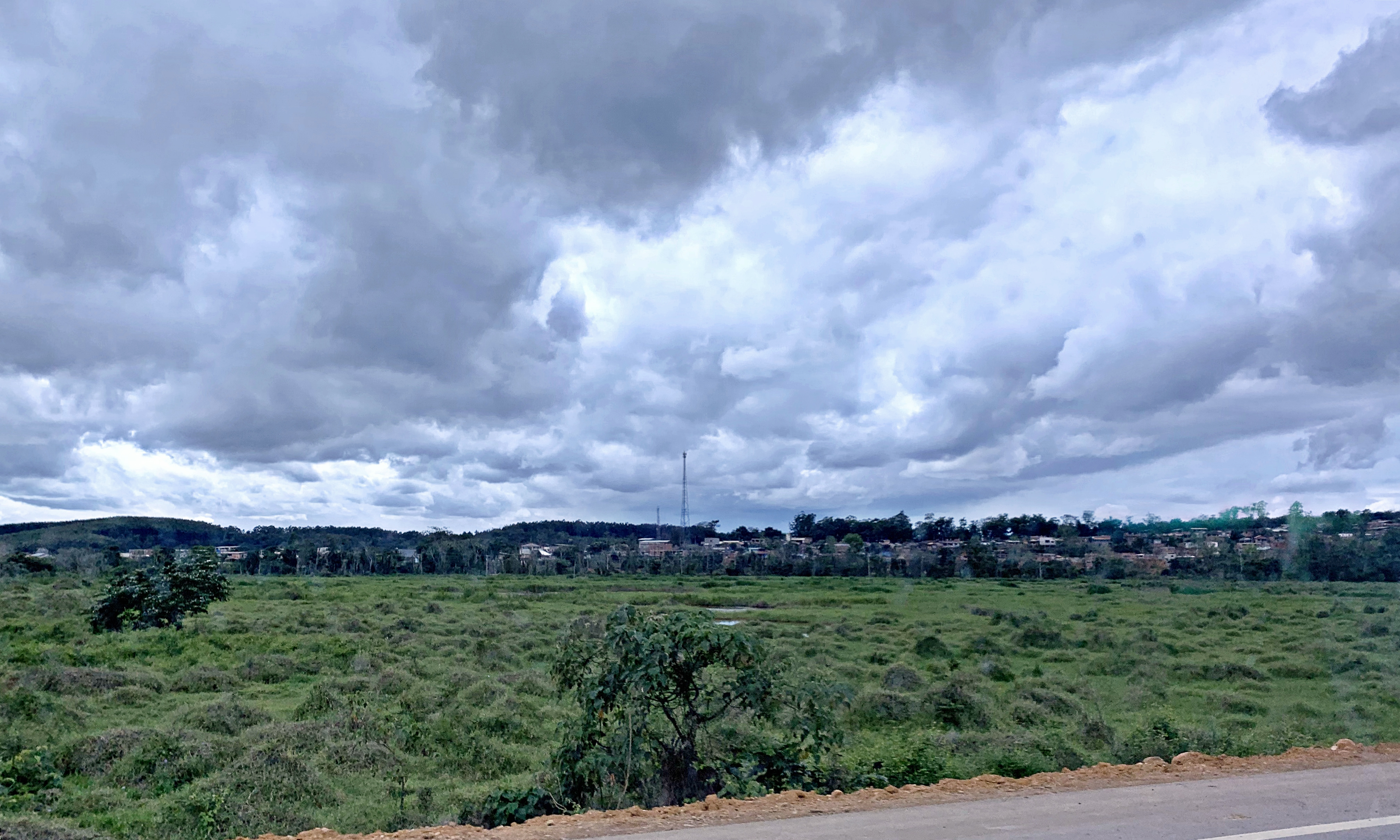
Vista do distrito de Baixa Verde na margem da LMG-760

No ano de 2010 a cidade tinha 2 648 domicílios particulares permanentes. Desse total, 2 568 eram casas, 76 eram apartamentos e quatro eram habitações em casas de cômodo ou cortiços. Do total de domicílios, 1 881 são imóveis próprios (1 853 já quitados e 28 em aquisição); 380 foram alugados; 370 foram cedidos (35 cedidos por empregador e 335 cedidos de outra forma) e 17 foram ocupados de outra maneira. Parte dessas residências contava com água tratada, energia elétrica, esgoto, limpeza urbana, telefonia fixa e telefonia celular. 1 881 domicílios eram atendidos pela rede geral de abastecimento de água (71,03% do total); 2 627 (99,2%) possuíam banheiros para uso exclusivo das residências; 2 177 (82,21% deles) eram atendidos por algum tipo de serviço de coleta de lixo; e 2 638 (99,62%) possuíam abastecimento de energia elétrica.
O código de área (DDD) de Dionísio é 031 e o Código de Endereçamento Postal (CEP) vai de 35984-000 a 35985-999. No dia 19 de janeiro de 2009 o município passou a ser servido pela portabilidade, juntamente com outros municípios com o mesmo DDD. A portabilidade é um serviço que possibilita a troca da operadora sem a necessidade de se trocar o número do aparelho.
A responsável pelo serviço é a Companhia Energética de Minas Gerais (Cemig). Segundo a empresa, em 2003 havia 2 787 consumidores e foram consumidos 3 976 646 KWh de energia. O serviço de coleta de esgoto é feito pela própria prefeitura, enquanto que o abastecimento de água da cidade é feito pela Companhia de Saneamento de Minas Gerais (Copasa), sendo que em 2008 havia 2 382 unidades consumidoras e eram distribuídos em média 1 415 m³ de água tratada por dia. Entre 2006 e 2008, as taxas de suicídios e óbitos por acidentes de transito foram nulas em Dionísio, porém a taxa de homicídios neste período foi de 6,3 mortes para cada 100 mil habitantes, ficando na 225ª posição a nível estadual e na 2157ª colocação a nível nacional.

### Transportes
A frota municipal no ano de 2012 era de 1 548 veículos, sendo 757 automóveis, 42 caminhões, 141 caminhonetes, 18 caminhonetas, seis micro-ônibus, 542 motocicletas, oito motonetas, 15 ônibus, dois utilitários e 17 classificados como outros tipos de veículos. A Viação São Roque mantém linhas que ligam Dionísio a Timóteo, Coronel Fabriciano, Ipatinga e ao distrito de Cava Grande, em Marliéria.
Dionísio é atendido por duas rodovias federais: a BR-120, que começa em Arraial do Cabo, no Rio de Janeiro, passa por cidades mineiras como Viçosa e Itabira e termina em Araçuaí; e a BR-262, que começa em Vitória, no Espírito Santo, passa por cidades como Belo Horizonte, Uberaba e Campo Grande e termina junto à fronteira com a Bolívia, em Corumbá, Mato Grosso do Sul, sendo assim a principal ligação à capital mineira. A LMG-760 liga a cidade de Timóteo à BR-262, passando por Cava Grande (Marliéria) e São José do Goiabal e pelos distritos de Baixa Verde e Conceição de Minas.

## Cultura

### Manifestações culturais e instituições
Dionísio conta com um conselho de preservação do patrimônio, criado em 2001 e de caráter consultivo, deliberativo, normativo e fiscalizador, e legislação municipal de proteção ao patrimônio cultural. Dentre os espaços culturais, destaca-se a existência uma biblioteca mantida pelo poder público municipal, dois estádios ou ginásios poliesportivos e centro cultural, segundo o IBGE em 2005 e 2012. Também há existência de grupos de dança e música, coral, bandas e presença de instituições com foco ao desenho e pintura, artes plásticas e visuais e artesanato, de acordo com o IBGE em 2012.
O artesanato é uma das formas mais espontâneas da expressão cultural dionisiana, sendo que, segundo o IBGE, as principais atividades artesanais desenvolvidas em Dionísio são o bordado, trabalhos com couro e construção de produtos envolvendo materiais recicláveis. A prefeitura também mantém uma escola de música com cerca de 80 alunos, em conjunto com a banda municipal, que contém 40 figurantes e atua em apresentações culturais tanto da cidade quanto de cidades vizinhas. Os principais eventos do município são a Festa de São Sebastião, realizada anualmente em janeiro; a Festa do Dia do Trabalhador, em 1º de maio; e a Festa de Nossa Senhora do Rosário, em outubro.

### Atrativos
O principal atrativo localizado no município é o Parque Estadual do Rio Doce, criado em 1944, sendo hoje a maior floresta tropical de Minas e um dos principais remanescentes de Mata Atlântica nativa existentes no Brasil. Algumas de suas 50 lagoas situam-se em Dionísio e são propícias a banhos, contando ainda com centros de educação ambiental, pesquisas, instrução e treinamento e um núcleo de turismo ecológico. Devido a existência de vários atrativos naturais, há uma grande concentração de estabelecimentos comerciais, hotéis, pousadas, restaurantes e áreas de camping nos municípios integrantes da reserva, assim como em Dionísio. No perímetro urbano há a Capela de Santo Antônio, tombada como patrimônio histórico municipal, e a Igreja Matriz.